# Seznam utkání Znojma v play off české hokejové extraligy
Toto je seznam zápasů Znojma v play off české hokejové extraligy .

## Znojmo
| Znojmo versus    | S | Předkolo          | Čtvrtfinále                         | Semifinále                          | Finále | V  | P  |
| ---------------- | - | ----------------- | ----------------------------------- | ----------------------------------- | ------ | -- | -- |
| Třinec           | 1 | 2007/2008 (0 : 3) |                                     |                                     |        | 0  | 3  |
| Hradec Králové   | 0 |                   |                                     |                                     |        | 0  | 0  |
| Chomutov         | 0 |                   |                                     |                                     |        | 0  | 0  |
| Liberec          | 0 |                   |                                     |                                     |        | 0  | 0  |
| Litvínov         | 0 |                   |                                     |                                     |        | 0  | 0  |
| Mladá Boleslav   | 0 |                   |                                     |                                     |        | 0  | 0  |
| Olomouc          | 0 |                   |                                     |                                     |        | 0  | 0  |
| Pardubice        | 2 |                   |                                     | 2002/2003 (2 : 4) 2006/2007 (3 : 4) |        | 5  | 8  |
| Plzeň            | 0 |                   |                                     |                                     |        | 0  | 0  |
| Sparta Praha     | 1 |                   |                                     | 2005/2006 (1 : 4)                   |        | 1  | 4  |
| Vítkovice        | 1 |                   | 2005/2006 (4 : 2)                   |                                     |        | 4  | 2  |
| Zlín             | 1 |                   | 2001/2002 (3 : 4)                   |                                     |        | 3  | 4  |
| Jihlava          | 0 |                   |                                     |                                     |        | 0  | 0  |
| České Budějovice | 0 |                   |                                     |                                     |        | 0  | 0  |
| Karlovy Vary     | 0 |                   |                                     |                                     |        | 0  | 0  |
| Kladno           | 1 | 2006/2007 (3 : 0) |                                     |                                     |        | 3  | 0  |
| Slavia Praha     | 2 |                   | 2000/2001 (3 : 4) 2003/2004 (3 : 4) |                                     |        | 6  | 8  |
| Vsetín           | 0 |                   |                                     |                                     |        | 0  | 0  |
| Brno             | 0 |                   |                                     |                                     |        | 0  | 0  |
| Celkem           | 9 |                   |                                     |                                     |        | 22 | 29 |

## Znojmo - Slavia Praha
| Číslo | Sezona    | Utkání      | Domácí       | Výsledek        | Hosté        | Třetiny         |
| --- | --------- | ----------- | ------------ | --------------- | ------------ | --------------- |
| 01. | 2000/2001 | čtvrtfinále | Znojmo       | 5 : 2 Report    | Slavia Praha | (1:1, 1:1, 3:0) |
| Branky Znojma 02:12 Karel Plášek, 31:41 David Pazourek, 46:39 Petr Kaňkovský, 50:27 Petr Kaňkovský, 51:54 Milan Procházka |           |             |              |                 |              |                 |
| 02. | 2000/2001 | čtvrtfinále | Znojmo       | 4 : 0 Report    | Slavia Praha | (1:0, 1:0, 2:0) |
| Branky Znojma 02:03 Zbyněk Mařák, 33:35 Marek Uram, 48:33 Karel Plášek, 51:05 Jiří Heš                                    |           |             |              |                 |              |                 |
| 03. | 2000/2001 | čtvrtfinále | Slavia Praha | 6 : 0 Report    | Znojmo       | (3:0, 2:0, 1:0) |
| Branky Znojma nikdo |           |             |              |                 |              |                 |
| 04. | 2000/2001 | čtvrtfinále | Slavia Praha | 1 : 0 Report    | Znojmo       | (0:0, 1:0, 0:0) |
| Branky Znojma nikdo |           |             |              |                 |              |                 |
| 05. | 2000/2001 | čtvrtfinále | Znojmo       | 0 : 3 Report    | Slavia Praha | (0:1, 0:1, 0:1) |
| Branky Znojma nikdo |           |             |              |                 |              |                 |
| 06. | 2000/2001 | čtvrtfinále | Slavia Praha | 2 : 3 Report    | Znojmo       | (1:2, 1:1, 0:0) |
| Branky Znojma 03:39 Marek Vorel, 12:57 David Pazourek, 30:43 Petr Kaňkovský                                               |           |             |              |                 |              |                 |
| 07. | 2000/2001 | čtvrtfinále | Znojmo       | 1 : 3 Report    | Slavia Praha | (0:1, 0:1, 1:1) |
| Branky Znojma 43:55 Petr Kaňkovský                                                                                        |           |             |              |                 |              |                 |
| |           |             |              |                 |              |                 |
| 08. | 2003/2004 | čtvrtfinále | Znojmo       | 4 : 3 Report    | Slavia Praha | (0:0, 1:1, 3:2) |
| Branky Znojma 31:39 Peter Pucher, 40:39 Marek Uram, 56:26 David Havíř, 57:54 Marek Uram                                   |           |             |              |                 |              |                 |
| 09. | 2003/2004 | čtvrtfinále | Znojmo       | 1 : 4 Report    | Slavia Praha | (0:1, 1:0, 0:3) |
| Branky Znojma 31:11 Igor Rataj                                                                                            |           |             |              |                 |              |                 |
| 10. | 2003/2004 | čtvrtfinále | Slavia Praha | 2 : 3 PP Report | Znojmo       | (1:0, 1:2, 0:0) |
| Branky Znojma 24:00 Karel Plášek, 25:39 Jan Snopek, v prodloužení 67:46 Miroslav Barus                                    |           |             |              |                 |              |                 |
| 11. | 2003/2004 | čtvrtfinále | Slavia Praha | 3 : 0 Report    | Znojmo       | (1:0, 1:0, 1:0) |
| Branky Znojma nikdo |           |             |              |                 |              |                 |
| 12. | 2003/2004 | čtvrtfinále | Znojmo       | 5 : 2 Report    | Slavia Praha | (1:1, 1:0, 3:1) |
| Branky Znojma 00:09 Karel Soudek, 34:01 Ján Pardavý, 41:20 Radek Haman, 52:52 Marek Uram, 57:11 Marek Uram                |           |             |              |                 |              |                 |
| 13. | 2003/2004 | čtvrtfinále | Slavia Praha | 5 : 0 Report    | Znojmo       | (2:0, 2:0, 1:0) |
| Branky Znojma nikdo |           |             |              |                 |              |                 |
| 14. | 2003/2004 | čtvrtfinále | Znojmo       | 2 : 3 SN Report | Slavia Praha | (2:1, 0:1, 0:0) |
| Branky Znojma 06:20 Miroslav Barus, 09:38 Peter Pucher                                                                    |           |             |              |                 |              |                 |
| |           |             |              |                 |              |                 |
| Znojmo 6x utkání vyhrál, 8x utkání prohrál Znojmo 0x sérii vyhrál, 2x sérii prohrál                                       |           |             |              |                 |              |                 |

## Znojmo - Pardubice
| Číslo                                                                                       | Sezona    | Utkání     | Domácí    | Výsledek     | Hosté     | Třetiny         |
| ------------------------------------------------------------------------------------------- | --------- | ---------- | --------- | ------------ | --------- | --------------- |
| 01.                                                                                         | 2002/2003 | semifinále | Pardubice | 2 : 1 Report | Znojmo    | (1:0, 0:1, 1:0) |
| Branky Znojma 26:35 Jan Snopek                                                              |           |            |           |              |           |                 |
| 02.                                                                                         | 2002/2003 | semifinále | Pardubice | 7 : 1 Report | Znojmo    | (4:0, 1:0, 2:1) |
| Branky Znojma 41:33 Václav Benák                                                            |           |            |           |              |           |                 |
| 03.                                                                                         | 2002/2003 | semifinále | Znojmo    | 3 : 2 Report | Pardubice | (1:0, 1:2, 1:0) |
| Branky Znojma 07:46 Marek Melenovský, 37:58 Marek Uram, 45:54 Marek Uram                    |           |            |           |              |           |                 |
| 04.                                                                                         | 2002/2003 | semifinále | Znojmo    | 4 : 1 Report | Pardubice | (1:0, 2:0, 1:1) |
| Branky Znojma 05:07 Peter Pucher, 28:26 Marek Uram, 29:32 Miroslav Barus, 42:54 Marek Vorel |           |            |           |              |           |                 |
| 05.                                                                                         | 2002/2003 | semifinále | Pardubice | 3 : 1 Report | Znojmo    | (1:1, 0:0, 2:0) |
| Branky Znojma 14:06 Marek Vorel                                                             |           |            |           |              |           |                 |
| 06.                                                                                         | 2002/2003 | semifinále | Znojmo    | 1 : 2 Report | Pardubice | (0:1, 1:1, 0:0) |
| Branky Znojma 39:47 Jan Snopek                                                              |           |            |           |              |           |                 |
|                                                                                             |           |            |           |              |           |                 |
| 07.                                                                                         | 2006/2007 | semifinále | Pardubice | 5 : 2 Report | Znojmo    | (1:1, 1:0, 3:1) |
| Branky Znojma 08:28 Aleš Padělek, 54:13 Michal Tvrdík                                       |           |            |           |              |           |                 |
| 08.                                                                                         | 2006/2007 | semifinále | Pardubice | 2 : 0 Report | Znojmo    | (0:0, 0:0, 2:0) |
| Branky Znojma nikdo                                                                         |           |            |           |              |           |                 |
| 09.                                                                                         | 2006/2007 | semifinále | Znojmo    | 0 : 3 Report | Pardubice | (0:1, 0:1, 0:1) |
| Branky Znojma nikdo                                                                         |           |            |           |              |           |                 |
| 10.                                                                                         | 2006/2007 | semifinále | Znojmo    | 3 : 1 Report | Pardubice | (2:0, 0:1, 1:0) |
| Branky Znojma 05:08 Pavel Mojžíš, 07:46 Jiří Dopita, 56:46 Michal Tvrdík                    |           |            |           |              |           |                 |
| 11.                                                                                         | 2006/2007 | semifinále | Pardubice | 0 : 2 Report | Znojmo    | (0:1, 0:1, 0:0) |
| Branky Znojma 06:59 Martin Růžička, 21:05 Michal Tvrdík                                     |           |            |           |              |           |                 |
| 12.                                                                                         | 2006/2007 | semifinále | Znojmo    | 2 : 1 Report | Pardubice | (1:0, 0:1, 1:0) |
| Branky Znojma 18:08 Michal Tvrdík, 47:30 Pavel Selingr                                      |           |            |           |              |           |                 |
| 13.                                                                                         | 2006/2007 | semifinále | Pardubice | 5 : 0 Report | Znojmo    | (2:0, 2:0, 1:0) |
| Branky Znojma nikdo                                                                         |           |            |           |              |           |                 |
|                                                                                             |           |            |           |              |           |                 |
| Znojmo 5x utkání vyhrál, 8x utkání prohrál Znojmo 0x sérii vyhrál, 2x sérii prohrál         |           |            |           |              |           |                 |

## Znojmo - Zlín
| Číslo | Sezona    | Utkání      | Domácí | Výsledek        | Hosté  | Třetiny         |
| --- | --------- | ----------- | ------ | --------------- | ------ | --------------- |
| 01. | 2001/2002 | čtvrtfinále | Zlín   | 3 : 1 Report    | Znojmo | (1:0, 1:1, 1:0) |
| Branky Znojma 34:59 Tomáš Jakeš                                                                                                   |           |             |        |                 |        |                 |
| 02. | 2001/2002 | čtvrtfinále | Zlín   | 1 : 2 Report    | Znojmo | (0:0, 0:1, 1:1) |
| Branky Znojma 32:00 Radek Haman, 57:05 Milan Procházka                                                                            |           |             |        |                 |        |                 |
| 03. | 2001/2002 | čtvrtfinále | Znojmo | 6 : 4 Report    | Zlín   | (4:1, 0:1, 2:2) |
| Branky Znojma 01:15 Ján Plch, 03:33 Karel Soudek, 07:07 Miroslav Barus, 10:07 Karel Soudek, 46:28 Tomáš Jakeš, 58:41 Peter Pucher |           |             |        |                 |        |                 |
| 04. | 2001/2002 | čtvrtfinále | Znojmo | 5 : 3 Report    | Zlín   | (1:0, 1:3, 3:0) |
| Branky Znojma 06:04 Marek Uram, 26:46 Karel Plášek, 43:34 Tomáš Jakeš, 53:54 Miroslav Barus, 59:19 David Havíř                    |           |             |        |                 |        |                 |
| 05. | 2001/2002 | čtvrtfinále | Zlín   | 6 : 2 Report    | Znojmo | (3:0, 1:1, 2:1) |
| Branky Znojma 26:42 Milan Procházka, 51:51 Pavel Kumstát                                                                          |           |             |        |                 |        |                 |
| 06. | 2001/2002 | čtvrtfinále | Znojmo | 2 : 5 Report    | Zlín   | (0:1, 0:2, 2:2) |
| Branky Znojma 51:50 Peter Pucher, 59:27 Pavel Kumstát                                                                             |           |             |        |                 |        |                 |
| 07. | 2001/2002 | čtvrtfinále | Zlín   | 4 : 3 PP Report | Znojmo | (2:2, 1:1, 0:0) |
| Branky Znojma 07:05 Ján Plch, 19:43 Peter Pucher, 33:39 Peter Pucher                                                              |           |             |        |                 |        |                 |
| |           |             |        |                 |        |                 |
| Znojmo 3x utkání vyhrál, 4x utkání prohrál Znojmo 0x sérii vyhrál, 1x sérii prohrál                                               |           |             |        |                 |        |                 |

## Znojmo - Vítkovice
| Číslo                                                                                          | Sezona    | Utkání      | Domácí    | Výsledek        | Hosté     | Třetiny         |
| ---------------------------------------------------------------------------------------------- | --------- | ----------- | --------- | --------------- | --------- | --------------- |
| 01.                                                                                            | 2005/2006 | čtvrtfinále | Vítkovice | 1 : 2 PP Report | Znojmo    | (0:0, 1:0, 0:1) |
| Branky Znojma 44:00 Roman Erat, v prodloužení 68:55 Zdeněk Ondřej                              |           |             |           |                 |           |                 |
| 02.                                                                                            | 2005/2006 | čtvrtfinále | Vítkovice | 3 : 1 Report    | Znojmo    | (2:0, 0:1, 1:0) |
| Branky Znojma 34:52 Peter Pucher                                                               |           |             |           |                 |           |                 |
| 03.                                                                                            | 2005/2006 | čtvrtfinále | Znojmo    | 1 : 3 Report    | Vítkovice | (0:0, 1:2, 0:1) |
| Branky Znojma 39:39 Martin Čakajík                                                             |           |             |           |                 |           |                 |
| 04.                                                                                            | 2005/2006 | čtvrtfinále | Znojmo    | 3 : 1 Report    | Vítkovice | (1:0, 2:0, 0:1) |
| Branky Znojma 08:15 Peter Pucher, 27:12 Juraj Štefanka, 28:25 Karel Plášek                     |           |             |           |                 |           |                 |
| 05.                                                                                            | 2005/2006 | čtvrtfinále | Vítkovice | 0 : 2 Report    | Znojmo    | (0:1, 0:1, 0:0) |
| Branky Znojma 18:42 Martin Čakajík, 29:22 Jiří Dopita                                          |           |             |           |                 |           |                 |
| 06.                                                                                            | 2005/2006 | čtvrtfinále | Znojmo    | 4 : 1 Report    | Vítkovice | (1:0, 0:1, 3:0) |
| Branky Znojma 06:47 David Ludvík, 45:56 David Ludvík, 47:29 Milan Mikulík, 58:13 Zdeněk Ondřej |           |             |           |                 |           |                 |
|                                                                                                |           |             |           |                 |           |                 |
| Znojmo 4x utkání vyhrál, 2x utkání prohrál Znojmo 1x sérii vyhrál, 0x sérii prohrál            |           |             |           |                 |           |                 |

## Znojmo - Sparta Praha
| Číslo                                                                                | Sezona    | Utkání     | Domácí       | Výsledek        | Hosté        | Třetiny         |
| ------------------------------------------------------------------------------------ | --------- | ---------- | ------------ | --------------- | ------------ | --------------- |
| 01.                                                                                  | 2005/2006 | semifinále | Znojmo       | 2 : 3 SN Report | Sparta Praha | (1:1, 1:1, 0:0) |
| Branky Znojma 02:56 Milan Mikulík, 31:40 Zdeněk Ondřej                               |           |            |              |                 |              |                 |
| 02.                                                                                  | 2005/2006 | semifinále | Znojmo       | 3 : 1 Report    | Sparta Praha | (1:1, 0:0, 2:0) |
| Branky Znojma 18:37 Juraj Štefanka, 40:37 Milan Mikulík, 58:46 Jiří Dopita           |           |            |              |                 |              |                 |
| 03.                                                                                  | 2005/2006 | semifinále | Sparta Praha | 4 : 1 Report    | Znojmo       | (1:0, 1:0, 2:1) |
| Branky Znojma 54:59 Jiří Dopita                                                      |           |            |              |                 |              |                 |
| 04.                                                                                  | 2005/2006 | semifinále | Sparta Praha | 2 : 1 Report    | Znojmo       | (2:1, 0:0, 0:0) |
| Branky Znojma 16:29 Milan Mikulík                                                    |           |            |              |                 |              |                 |
| 05.                                                                                  | 2005/2006 | semifinále | Znojmo       | 1 : 6 Report    | Sparta Praha | (0:2, 1:2, 0:2) |
| Branky Znojma 21:40 Jiří Dopita                                                      |           |            |              |                 |              |                 |
|                                                                                      |           |            |              |                 |              |                 |
| Znojmo 1x utkání vyhrál, 4x utkánní prohrál Znojmo 0x sérii vyhrál, 1x sérii prohrál |           |            |              |                 |              |                 |

## Znojmo - Kladno
| Číslo                                                                               | Sezona    | Utkání   | Domácí | Výsledek     | Hosté  | Třetiny         |
| ----------------------------------------------------------------------------------- | --------- | -------- | ------ | ------------ | ------ | --------------- |
| 01.                                                                                 | 2006/2007 | předkolo | Kladno | 2 : 3 Report | Znojmo | (0:1, 1:1, 1:1) |
| Branky Znojma 01:22 Michal Tvrdík, 31:29 Ondřej Kříž, 42:26 Vladimír Říha           |           |          |        |              |        |                 |
| 02.                                                                                 | 2006/2007 | předkolo | Kladno | 1 : 2 Report | Znojmo | (0:1, 1:0, 0:1) |
| Branky Znojma 15:05 Václav Meidl, 48:12 Jaroslav Svoboda                            |           |          |        |              |        |                 |
| 03.                                                                                 | 2006/2007 | předkolo | Znojmo | 3 : 2 Report | Kladno | (1:2, 1:0, 1:0) |
| Branky Znojma 11:10 Karel Plášek, 27:15 Ondřej Kříž, 57:37 Jiří Dopita              |           |          |        |              |        |                 |
|                                                                                     |           |          |        |              |        |                 |
| Znojmo 3x utkání vyhrál, 0x utkání prohrál Znojmo 1x sérii vyhrál, 0x sérii prohrál |           |          |        |              |        |                 |

## Znojmo - Třinec
| Číslo                                                                                | Sezona    | Utkání   | Domácí | Výsledek     | Hosté  | Třetiny           |
| ------------------------------------------------------------------------------------ | --------- | -------- | ------ | ------------ | ------ | ----------------- |
| 01.                                                                                  | 2007/2008 | předkolo | Třinec | 4 : 1 Report | Znojmo | (2:0 , 1:1 , 1:0) |
| Branky Znojma 23:33 Pavel Selingr                                                    |           |          |        |              |        |                   |
| 02.                                                                                  | 2007/2008 | předkolo | Třinec | 5 : 2 Report | Znojmo | (0:0 , 4:2 , 1:0) |
| Branky Znojma 24:23 Ivo Kotaška, 28:07 Radek Procházka                               |           |          |        |              |        |                   |
| 03.                                                                                  | 2007/2008 | předkolo | Znojmo | 1 : 2 Report | Třinec | (0:0 , 0:1 , 1:1) |
| Branky Znojma 59:58 Pavel Selingr                                                    |           |          |        |              |        |                   |
|                                                                                      |           |          |        |              |        |                   |
| Znojmo 0x utkání vyhrál, 3x utkánní prohrál Znojmo 0x sérii vyhrál, 1x sérii prohrál |           |          |        |              |        |                   |